# Виноградовская городская община
Виноградовская городская общи́на (укр. Виноградівська міська громада) — территориальная община в Береговском районе Закарпатской области Украины.
Административный центр — город Виноградов.
Население составляет 63 455 человек. Площадь — 250 км².

## Населённые пункты
В состав общины входит 1 город (Виноградов) и 13 сёл:
- Боржавское
- Буковое
- Великие Комяты
- Великая Копаня
- Дротинцы
- Малая Копаня
- Олешник
- Онок
- Подвиноградов
- Фанчиково
- Притисянское
- Тростник
- Широкое